# Tagadir
Tagadir (em armênio/arménio: թագադիր; romaniz.: t’agadir) foi o oficial que, na coroação, colocou a coroa na cabeça do rei (tagavor) da Armênia. Sob a dinastia arsácida, esse ofício era, como se registra, hereditário na família Bagratúnio, assim como o ofício de aspetes, condestável.